# Marcus Rubin (nationalbankdirektør)
 For alternative betydninger, se Marcus Rubin. (Se også artikler, som begynder med Marcus Rubin)
Marcus Rubin (født 5. marts 1854 i København, død 6. marts 1923 sammesteds) var en dansk statistiker, historiker og direktør for Danmarks Nationalbank. Han var bror til vekselerer Gottfred Rubin og far til sproghistorikeren Lis Jacobsen.

## Biografi
Rubin blev født i København som søn af boghandler David Rubin (1807–1871) og Caroline, født Cohen (1811-1887). Han blev i 1871 student fra Mariboes Skole, hvor han indledt et livslangt venskab med Kristian Erslev, den senere professor i historie. På Københavns Universitet kastede han sig over nationaløkonomi. Han tog i sommeren 1874 statsvidenskabelig eksamen og indleverede samme år en besvarelse af universitetets statsvidenskabelige prisopgave, for hvilken han fik et "særdeles hæderligt" accessit. Det følgende år fik han ansættelse under Københavns Magistrat som sekretær ved et udvalg og fik samtidig det hverv at foretage indledende arbejder til en kommunal statistik for hovedstaden, og der udkom nu under hans ledelse fra 1876 en række statistiske arbejder. I 1883 oprettedes et egentligt statistisk kontor, hvis første chef han var, indtil han i september 1895 udnævntes til chef for Statens statistiske Bureau. Efter dettes omorganisation ved lov af 16. december 1895 udnævntes han til direktør for bureauet fra 1. januar 1896. 1902 blev han generaldirektør for skattevæsenet og 1914 direktør for Danmarks Nationalbank.
Allerede tidligt begyndte Rubin at udfolde en omfattende og flersidig litterær virksomhed. Ikke mindst gik hans interesse i retning af historisk-statistisk forskning, som fx fik udslag i studier over Københavns befolkningshistorie og i hans fremstilling af fattigvæsenets historie, hvilket sidste arbejde udkom i 1879 som et led i Tabelværk til Kjøbenhavns Statistik. Han blev en flittig bidragyder til forskellige tidsskrifter, således til Nationaløkonomisk Tidsskrift og Historisk Tidsskrift, foruden at han jævnlig tog ordet i dagspressen. Under denne litterære produktion gjorde han sig gældende ved sit livlige sprog, sin klare fremstilling og sin ualmindelige slagfærdighed, der også mærkedes ved mundtlige diskussioner om dagens socialpolitiske spørgsmål ved Nationaløkonomisk Forenings møder såvel som ved andre forhandlinger. I 1886 og 1890 udgav han under samarbejde med professor Harald Westergaard to socialstatistiske arbejder: en undersøgelse om landbefolkningens dødelighed, Landbefolkningens Dødelighed i Fyens Stift : et Bidrag til en Dødelighedsstatistik for Kongeriget Danmark, og en ægteskabsstatistik, Ægteskabsstatistik, paa Grundlag af den sociale Lagdeling : Efter Folketællinger og Kirkebøger i Danmark, af hvilke den sidste samtidig udkom på tysk.
En anledning til at koncentrere sine historisk-statistiske studier fik Rubin ved en opfordring fra komiteen til bedømmelse af en prisopgave til minde om L.N. Hvidt, omhandlende Københavns udviklingshistorie i tiden 1807–1857. To Gange var der indkommet besvarelse af denne prisopgave, uden at komiteen så sig i stand til at tilkende forfatterne præmie. Komiteen henvendte sig da til Rubin med en opfordring til at tage fat på denne opgave. Under flittige arkivstudier nåede han i 1892 så vidt, at han kunne offentliggøre et 1. bind: 1807–14. Studier over Kjøbenhavns og Danmarks Historie, hvortil i 1895 Frederik VI's Tid. Fra Kielerfreden til Kongens Død. Økonomiske og historiske Studier sluttede sig.
Disse skrifter blev modtaget med anerkendelse fra alle sider som vægtige bidrag til forståelsen af det skildrede tidsrums økonomiske og sociale historie, der ved de vidtløftige kildestudier på forskellig måde uddybede og berigtigede den gængse opfattelse af den behandlede periode.
Da det statistiske bureaus omorganisation stod for døren og dets hidtidige leder, Marius Gad, stod i begreb med at ombytte sin stilling med en anden embedsgerning, måtte opmærksomheden ganske naturligt vendes mod Rubin, og han fik således anden gang i sit liv den opgave at organisere en administrativ virksomhed, denne gang i et langt betydeligere omfang. De forventninger, der knyttedes til ham, blev heller ikke skuffede, idet det på kort tid lykkedes ham med bistand af gode kræfter
fra bureauets ældre tid og af dygtige hjælpere med forskellig uddannelse, der knyttedes til det udvidede bureau, at give dette et stærkt opsving med et præg af hurtighed og initiativ, der gjorde bureauet jævnbyrdigt med de ledende institutter af samme art i udlandet.
Rubin havde sæde i bestyrelserne for Nationaløkonomisk Forening (siden 1892) og Den danske historiske Forening (siden 1897). I 1902 blev han medlem af Videnskabernes Selskab og 20. november af Det kongelige danske Selskab for Fædrelandets Historie. Han var Kommandør af Dannebrogordenen og Dannebrogsmand. 24. april 1881 ægtede han Kaja Davidsen (født 12. november 1854).
Hans efterladte bogsamling, der først og fremmest består af bøger med statistiske emner, findes på Saxo-Instituttets bibliotek på Københavns Universitet Amager under navnet "Rubinske samling" (i daglig tale "Rubinen").

## Tekster på internettet
- Adskillige af Marcus Rubins tekster er digitalt tilgængelige via Internet Archive
- M.Rubin: "Om Forøgelsen af Kjøbenhavns Befolkning. En statistisk Notits" (Nationaløkonomisk Tidsskrift, Første række, Bind 8; 1877)
- Marcus Rubin "Bidrag til Kjøbenhavns Befolkningsstatistik i Hundredaaret 1630—1730" (Historisk Tidsskrift, Bd. 5, rk. 3; 1881)
- Marcus Rubin: "Hovedstadens Befolkningstilvæxt" (Nationaløkonomisk Tidsskrift, Ny række, Bd. 10; 1892)
- Marcus Rubin: "Dødeligheden i Danmark 1890-95" (Nationaløkonomisk Tidsskrift, Bind 3. række, 6; 1898)
- Marcus Rubin: "Folketal og Fødselshyppighed" (Historisk Tidsskrift, Bd. 7, rk. 3; 1900)